# 763 a.C.
Il 763 a.C. (DCCLXIII a.C. in numeri romani) è un anno  dell'VIII secolo a.C.

## Eventi
- 15 giugno - Gli Assiri registrano un'eclissi solare.